# Nepheloleuca politaria
Nepheloleuca politaria är en fjärilsart som beskrevs av Jacob Hübner 1823. Nepheloleuca politaria ingår i släktet Nepheloleuca och familjen mätare. Inga underarter finns listade i Catalogue of Life.